# Ljubov' Nikitina
Ljubov' Igorevna Nikitina (in russo Любовь Игоревна Никитина?; Jaroslavl', 21 gennaio 1999) è una sciatrice freestyle russa specialista dei salti.

## Biografia
Nikitina ha disputato la sua prima gara di Coppa del Mondo nel dicembre 2014 a Pechino, ha poi preso parte ai campionati mondiali di Kreischberg 2015 ottenendo il settimo posto nei salti. Il 2015 è stato anche l'anno in cui ha vinto il suo primo campionato nazionale russo.
Ai Mondiali di Sierra Nevada 2017 ha concluso in dodicesima posizione nei salti, e un mese dopo ha vinto il titolo mondiale juniores in questa specialità. Ha partecipato alle Olimpiadi di Pyeongchang 2018 giungendo settima e poi si è confermata per la seconda volta campionessa mondiale juniores.
Alla terza partecipazione ai campionati mondiali, a Park City 2019, ha vinto la medaglia d'argento nei salti e la medaglia di bronzo nei salti a squadre insieme a Stanislav Nikitin e a Maksim Burov.

## Palmarès

### Mondiali
- 2 medaglie:
  - 1 argento (salti a Park City 2019);
  - 1 bronzo (salti a squadre a Park City 2019).

### Coppa del Mondo
- Miglior piazzamento in classifica generale: 26ª nel 2017.
- Miglior piazzamento nella Coppa del Mondo di salti: 5ª nel 2017.
- 1 podio:
  - 1 terzo posto.

### Universiadi
- 2 medaglie:
  - 1 argento (nei salti a Krasnojarsk 2019);
  - 1 bronzo (nei salti a squadre a Krasnojarsk 2019).

### Mondiali juniores
- 4 medaglie:
  - 2 ori (salti a Chiesa in Valmalenco 2017; salti a Minsk 2018);
  - 2 bronzi (salti a Chiesa in Valmalenco 2014; salti a Minsk 2016).